# Cymodetta gracilipes
Cymodetta gracilipes är en kräftdjursart som beskrevs av David Malcolm Holdich och Harrison 1983. Cymodetta gracilipes ingår i släktet Cymodetta och familjen klotkräftor. Inga underarter finns listade i Catalogue of Life.